# Man About Town
Man About Town es una película estadounidense (conocida en su distribución en castellano como Un destino compartido y Diario de un ejecutivo agresivo) dirigida por Mike Binder en el año 2006.

## Argumento
Jack Giamoro (Ben Affleck) es el rey de los cazatalentos en Los Ángeles. Todo parece salirle rodado: triunfa en el trabajo, nada en la abundancia y está casado con la preciosa Nina (Rebecca Romijn). Sin embargo en su vida falta algo y no sabe qué es. Por ello decide apuntarse al taller literario del señor Primkin (John Cleese) y redactar un diario para así conocerse mejor a sí mismo y explorar sus propios sentimientos. Pronto comienzan a asaltarle los recuerdos, buenos y malos, pero a la vez descubre que su mujer le está siendo infiel con su mejor cliente. Para colmo una periodista sin escrúpulos se hace con su diario que contiene información que podría acabar con su carrera profesional. Jack deberá así recomponer su vida y aprender cuáles son realmente las cosas importantes y por las que merece la pena luchar.